# Kristin Neff
Pour les articles homonymes, voir Neff.
Kristin Neff est professeur associé au département de psychologie de l'éducation de l'université du Texas à Austin.

## Biographie
Elle a conduit les premières recherches universitaires sur l'autocompassion et a créé une échelle de mesure qui comporte 26 éléments dans sa version longue et 12 pour la version courte.